# Portelárbol
Portelárbol es una localidad de la provincia de Soria, partido judicial de Soria,  Comunidad Autónoma de Castilla y León, España. Es un pueblo de la comarca de Almarza que pertenece al municipio homónimo.

## Demografía
En el año 2000 contaba con 10 habitantes, concentrados en el núcleo principal, pasando a 11 en 2014.

## Historia
El Censo de Pecheros de 1528, en el que no se contaban eclesiásticos, hidalgos y nobles, registraba la existencia 13 pecheros, es decir unidades familiares que pagaban impuestos.
Lugar que durante la Edad Media perteneció a la Comunidad de Villa y Tierra de Soria formando parte del Sexmo de Tera.
A la caída del Antiguo Régimen la localidad se constituye en municipio constitucional, entonces conocido como Portelárbol en la región de Castilla la Vieja, partido de Soria que en el censo de 1842 contaba con 22 hogares y 84 vecinos.
A mediados del siglo XIX desaparece el municipio porque se integra en Cubo de la Sierra. Desde mediados del siglo XX forma parte del de Almarza.

## Lugares de interés
- Iglesia de San Andrés Apóstol, de estilo románico.
- Ermita de San Millán.

## Fiestas
- Virgen de los Dolores, 15 de septiembre, pero actualmente se celebra el primer fin de semana de agosto, por ser fechas con más afluencia.